# FBK Balkan
Maillots
Le Fotbollklubb Balkan, appelé plus couramment FBK Balkan est un club de football suédois créé le 22 octobre 1962 et situé dans le quartier de Rosengård (à Malmö en Suède).

## Histoire
Le club est fondé par des immigrés yougoslaves (Serbes, Croates, Bosniaques et Albanais du Kosovo) et nommé d'après les Balkans. Le club joue actuellement en division 4 après avoir évolué en division 2 et 3.
Il est surtout connu pour avoir été l'équipe de Zlatan Ibrahimović, qui y joue entre l'âge de 10 et 14 ans (étant lui-même originaire du quartier de Rosengård).
Le club est l'une des plus anciennes associations d'immigrants en Europe.

## Anciens joueurs du club
- Zlatan Ibrahimović
- Goran Slavkovski
- Bogdan Silvestru
- Valentino Lai
- Sebastian Svahn
- Dino Avdic